# Baie Patience
 (février 2010).
Si vous disposez d'ouvrages ou d'articles de référence ou si vous connaissez des sites web de qualité traitant du thème abordé ici, merci de compléter l'article en donnant les références utiles à sa vérifiabilité et en les liant à la section « Notes et références ».
Pour les articles homonymes, voir Patience (homonymie).
La baie Patience (en russe : Залив Терпения, Zaliv Terpenia, littéralement « baie de la patience », (en japonais : 多来加湾, Taraika wan) est une baie située au sud-est de l'île de Sakhaline, dans la mer d'Okhotsk. 

## Géographie
La baie s'étend entre le corps principal de l'île à l'ouest, et une étroite péninsule terminée par le cap Patience à l'est, formant ainsi un vaste demi-cercle de 130 km de largeur et 65 km de profondeur. 
Deux petites villes se trouvent sur le littoral de la baie : 
- Makarov à l'ouest
- Poronaïsk au nord-ouest.

## Histoire
Son nom lui fut donné par le navigateur néerlandais Maarten Gerritszoon de Vries, le premier explorateur européen à décrire cette baie en 1643. En effet, il dut y attendre patiemment que le brouillard se lève afin de pouvoir continuer sa route.